# Procession (musiksingel)
Procession är en singel av New Order från 1981. B-sida är Everything's Gone Green som senare kom att släppas som egen singel. Skivan kom i nio olikfärgade omslagsvarianter.

## Låtlista
1. "Procession"
2. "Everything's Gone Green"